# کیته
کیته (سوئدی: Kides) یکی از شهرهای فنلاند است.